# لاو آل پلی (مجموعه تلویزیونی کره‌ای)
لاو آل پلی (کره‌ای: 너에게 가는 속도 493km) یک مجموعهٔ تلویزیونی کره جنوبی سال ۲۰۲۲ با بازی پارک جو-هیون، چه جونگ-هیوپ، پارک جی-هیون، کیم مو-جون و سو جی-هه است. این مجموعه یک داستان عاشقانه ورزشی در یک تیم تجاری بدمینتون را به تصویر می‌کشد. این مجموعه از ۲۰ آوریل تا ۹ ژوئن ۲۰۲۲، روزهای چهارشنبه و پنجشنبه‌ها ساعت ۲۱:۵۰ (کی‌اس‌تی) از کی‌بی‌اس۲ برای ۱۶ قسمت پخش شد. لاو آل پلی همچنین برای استریم در دیزنی پلاس در مناطق منتخب در دسترس است.

## بازیگران

### اصلی
- پارک جو-هیون در نقش پارک تک-یانگ، یک بازیکن بدمینتون که تمام زندگی‌اش در مورد ورزش است.
- چه جونگ-هیوپ در نقش پارک ته-جون، یک بازیکن که بدمینتون را تنها به صورت یک شغل می‌بیند.[۹]
- پارک جی-هیون در نقش پارک جون-یونگ، دارنده مدال طلای المپیک که به دلیل یک تصادف بازنشسته شد.[۱۰]
- کیم مو-جون در نقش یوک جونگ-هوان[۱۱]
- سو جی-هه در نقش لی یو-مین[۱۱]
- کیم هیون جو در نقش رئیس گروه بازرگانی